# The Dublin Super Cup
The Dublin Super Cup - turniej piłkarski rozgrywany na Aviva Stadium w Dublinie, Irlandia. Jest rozgrywany w ciągu dwóch dni, ma charakter przedsezonowego sprawdzianu umiejętności i formy zawodników. W swojej formule jest on podobny do Emirates Cup, pucharu rozgrywanego na stadionie Arsenalu Londyn, czyli Emirates Stadium. Do tej pory odbyła się jedna edycja turnieju, w roku 2011.

## Zasady turnieju
- w turnieju biorą udział cztery drużyny
- każda drużyna rozgrywa dwa mecze
- za zwycięstwo drużyna otrzymuje 3 punkty
- za remis drużyna otrzymuje 1 punkt
- za porażkę nie przyznaje się punktów
- dodatkowo, za każdy strzelony gol drużyna otrzymuje 1 punkt

## Edycja 2011

### Tabela
| Team                | M | Z | R | P | GZ | GS | RG | Pkt. |
| ------------------- | - | - | - | - | -- | -- | -- | ---- |
| Manchester City     | 2 | 2 | 0 | 0 | 6  | 0  | +6 | 12   |
| Celtic F.C.         | 2 | 1 | 0 | 1 | 5  | 2  | +3 | 8    |
| Inter Mediolan      | 2 | 1 | 0 | 1 | 2  | 3  | −1 | 5    |
| XI Ligi Irlandzkiej | 2 | 0 | 0 | 2 | 0  | 8  | -8 | 0    |

### Mecze
| 30 lipca 2011 15:00 CET | Manchester City · Wright-Phillips 52' · Johnson 60' · Scapuzzi 84' | 3:00:0 | XI Ligi Irlandzkiej | Aviva Stadium, Dublin Sędzia: Padraig Sutton, (Clare) |
|                         |                                                                    |        |                     |                                                       |

| 30 lipca 2011 17:30 CET | Inter Mediolan · Castaignos 7' · Pazzini 45+1' | 2:0 | Celtic F.C. | Aviva Stadium, Dublin Sędzia: Damien Hancock (Dublin) |
|                         |                                                |     |             |                                                       |

| 31 lipca 2011 15:00 CET | XI Ligi Irlandzkiej | 0:50:0 | Celtic F.C. · Stokes 35, 87' · Murphy 70' (k.) · Hooper 83, 85' | Aviva Stadium, Dublin Sędzia: Neil Doyle (Dublin) |
|                         |                     |        |                                                                 |                                                   |

| 30 lipca 2011 17:30 CET | Inter Mediolan | 0:30:1 | Manchester City · Balotelli 45+1' · Džeko 46' · Johnson 90+3' | Aviva Stadium, Dublin Sędzia: David McKeon, (Dublin) |
|                         |                |        |                                                               |                                                      |

## Strzelcy
| Poz | Zawodnik              | Klub            | Gole |
| --- | --------------------- | --------------- | ---- |
| 1   | Gary Hooper           | Celtic F.C.     | 2    |
| 1   | Adam Johnson          | Manchester City | 2    |
| 1   | Anthony Stokes        | Celtic F.C.     | 2    |
| 2   | Mario Balotelli       | Manchester City | 1    |
| 2   | Luc Castaignos        | Inter Mediolan  | 1    |
| 2   | Edin Džeko            | Manchester City | 1    |
| 2   | Daryl Murphy          | Celtic F.C.     | 1    |
| 2   | Giampaolo Pazzini     | Inter Mediolan  | 1    |
| 2   | Luca Scapuzzi         | Manchester City | 1    |
| 2   | Shaun Wright-Phillips | Manchester City | 1    |